# Kleinkastell „Am Forsthofweg“
Das Kleinkastell „Am Forsthofweg“ war ein römisches Militärlager des Obergermanischen Limes, der im Jahre 2005 den Status des UNESCO-Weltkulturerbes erlangte. Die Fortifikation befand sich auf dem Gebiet der im heutigen rheinland-pfälzischen Landkreis Neuwied gelegenen Verbandsgemeinde Bad Hönningen, in deren Bereich der Obergermanisch-Raetische Limes sich von der Flussgrenze des Rheines – dem Niedergermanischen Limes – nach Osten hin lösend, zwischen der Ortsgemeinde Rheinbrohl und der Stadt Bad Hönningen seinen nördlichen Anfang nahm.

## Lage und Forschungsgeschichte

Lage des Kastells am Limes

Das Kleinkastell „Am Forsthofweg“ liegt abseits der geschlossenen Siedlungsräume in den Wäldern der Gemarkung Hammerstein, jeweils etwa dreieinhalb Kilometer Luftlinie nordöstlich von der Ortsgemeinde und der Burg Hammerstein entfernt. Gut einen halben Kilometer nördlich der Fundstelle befindet sich die Wüstung Rockenfeld. Zu dieser Stelle zogen schon in vorantiker Zeit alte Wege hin. Teilweise verliefen sie als Höhenwege parallel zum Limes, teilweise kreuzten sie ihn. Der Besatzung des Kastells oblag vermutlich die Überwachung dieser verkehrsgeographischen Gegebenheiten.
Das Kastell wurde 1894 unter der Leitung des örtlichen Streckenkommissars der Reichs-Limeskommission (RLK), Heinrich Jacobi (1866–1946), entdeckt und in zwei Grabungskampagnen 1894 und 1901 untersucht.

## Kastell

Grundriss und Geländeprofil

Das Kleinkastell „Am Forsthofweg“ ist ein annähernd quadratisches Erdwerk. Mit seinen Seitenlängen von rund 40 Metern nimmt es eine Fläche von etwa 0,7 Hektar ein. Als Umwehrung dienten ein Wall und ein Graben von fünf Metern Breite und anderthalb Metern Tiefe als Annäherungshindernisse. Mit seinem einzigen Tor war das Lager nach Norden, zum Limes hin orientiert. In seinem Inneren ist ein rund 45 Quadratmeter großes, vermutlich zweiphasiges Holzbauwerk unbekannter Funktion festgestellt worden, das in seinem nordwestlichen Bereich durch eine mittelalterliche Grube gestört war.
Zur Anfangs- wie auch zur Enddatierung können keine gesicherten Aussagen getroffen werden. Ebenso wenig ist die Besatzung des kleinen Lagers bekannt, bei der es sich vermutlich – wie beim Kleinkastell Rheinbrohl – um die Vexillatio einer größeren Auxiliareinheit gehandelt haben dürfte. Möglicherweise oblag ihr die Überwachung eines Limesübergangs, der zwischen den Wachtürmen Wp 13 und Wp 13a nachgewiesen werden konnte.
Die sich durch Wall und Graben der Kastellumwehrung entstandenen Bodenverformungen sind heute noch gut im Gelände nachvollziehbar, wenngleich der Graben durch Verschleifungen des Walls stark verflacht und der Wall nur noch bis zu einer Höhe von 1,20 m erhalten ist.

## Limesverlauf zwischen dem Kleinkastell „Am Forsthofweg“ und dem Kastell Niederbieber
Der Obergermanische Limes ist im nördlichsten Abschnitt, zwischen seinem Anfangspunkt und dem Kastell Niederbieber in unterschiedlichen Zuständen erhalten. Insbesondere in den wenig besiedelten, bewaldeten Höhenzügen nordöstlich des Rheines sind noch zahlreiche Spuren sowohl des Limesgrabens selbst, wie auch seiner Wachtürme im Gelände zu sehen. Teilweise verläuft er hier unmittelbar parallel des Rheinhöhenweges.

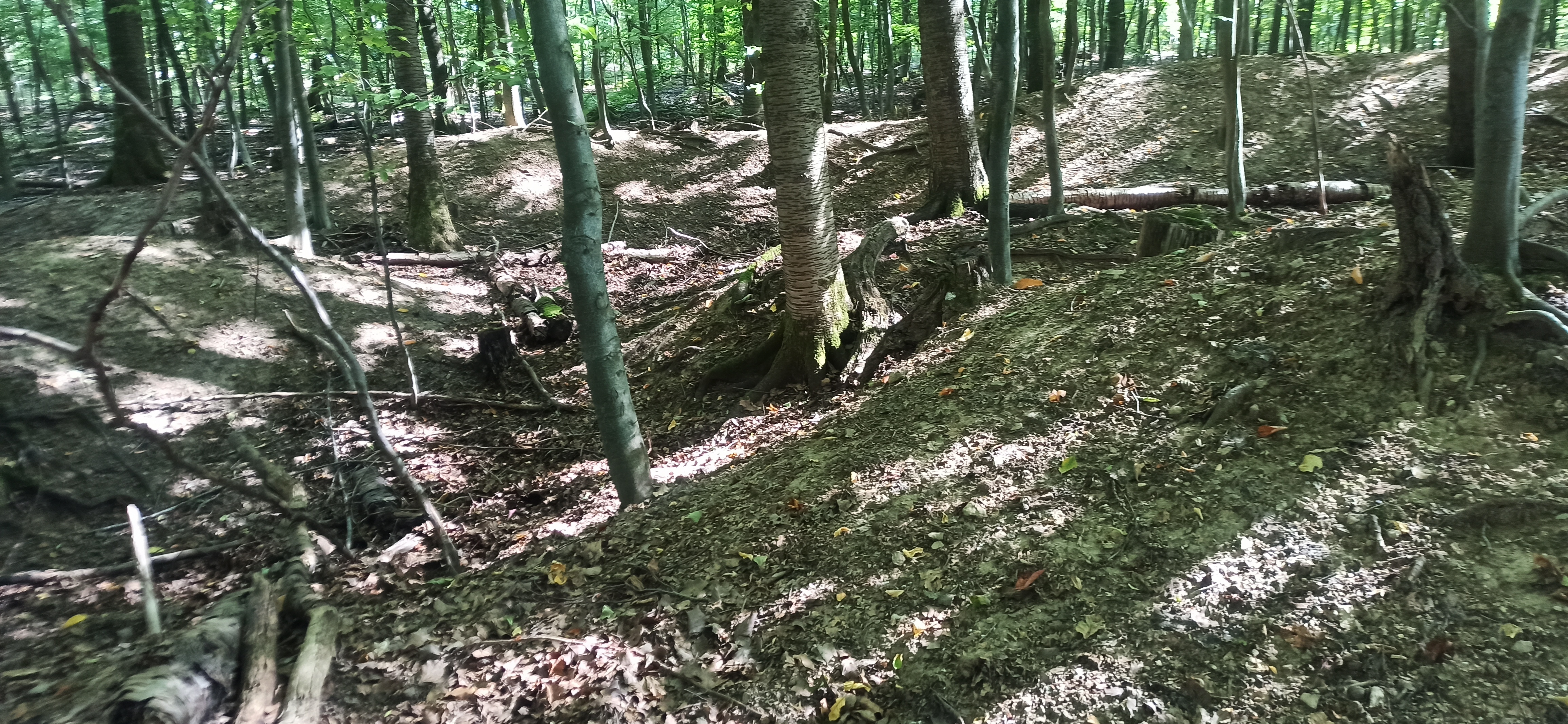
Ort des Kleinkastells "Am Forsthofweg" im Jahre 2023

Die Strecke ist heute durch den Limeswanderweg touristisch erschlossen. Unmittelbar westlich des Kleinkastells „Am Forsthofweg“, beim hypothetischen Wachturm Wp 1/15 schlägt der Limes einen Bogen nach Süden und verläuft in südliche Richtung, bis er den Neuwieder Stadtteil Feldkirchen erreicht. Dort wendet er sich wieder in westliche Richtung und strebt dem Kastell Niederbieber entgegen. In diesem letzten, dicht besiedelten und landwirtschaftlich kultivierten Abschnitt verlieren sich seine Spuren zusehends.
Spuren der Limesbauwerke zwischen dem Kleinkastell „Am Forsthofweg“ und dem Kastell Niederbieber:
| ORL              | Name/Ort                      | Beschreibung/Zustand |
| Wp 1/14          | „Am Forsthofweg“              | Schwach im Gelände wahrnehmbare Bodenverformungen durch den Schutthügel eines ehemaligen Steinturms mit einem Grundriss von 4,30 mal 4,50 Metern und einer Mauerstärke von 0,75 Metern. Im Inneren des Turmes konnte auf Höhe des oberen Fundamentsockelrandes eine ungestörte, fundhaltige Brandschicht festgestellt werden. Die Turmstelle liegt nur gut 20 Meter von der Nordwestecke des Kleinkastells „Am Forsthofweg“ entfernt. |
| KK               | Kleinkastell „Am Forsthofweg“ | siehe oben |
| Wp 1/15          |                               | Aufgrund der topographischen Gegebenheiten und des durchschnittlichen Abstands zwischen den Wachtürmen vermutete, aber nicht archäologisch nachgewiesene Turmstelle |
| Wp 1/16          | „Am Heideweg“                 | Turmstelle eines Stein- und eines Holzturms. Gut sichtbarer Steinturmhügel von rund zwölf Metern Durchmesser auf der Stelle eines älteren Holzturms, 35 Meter vom Palisaden- und etwa 30 Meter vom Wallgraben entfernt. Der quadratische Turm von 4,15 Metern Seitenlänge und einer Mauerstärke von 0,75 Metern befand sich auf einem aus Schieferschutt bestehenden und mit einer 0,10 Meter starken Kohleschicht bedeckten, künstlich angelegten Hügel. Der ältere Holzturm konnte durch eine 1,65 Meter tiefe Pfostengrube unter der Nordwestecke des Steinturms nachgewiesen werden. Er war von einem 1,30 Meter breiten aber nur noch 0,35 Meter tief erhaltenen Graben umgeben. |
| Wp 1/17          | „Am Rothestalweg“             | Aus einem Stein- und einem Holzturm bestehende Turmstelle. Kaum wahrnehmbarer Schutthügel eines ehemaligen Steinturms mit den Abmessungen von 4,20 mal 4,20 Metern und einer Mauermächtigkeit von 0,80 Metern. Ein älterer Holzturm, der anhand von drei Eckpfostenlöchern nachgewiesen wurde, stand unmittelbar daneben und war von einem zwölf Meter durchmessenden Ringgraben umgeben. Beide Turmstellen liegen annähernd 25 bis 30 Meter hinter dem Limes. |
| Wp 1/18          | „Auf der Wurzel“              | Zwei schwach wahrnehmbare Schutthügel ehemaliger quadratischer Steintürme auf 356 m ü. NN (TP zwischen den beiden Hügeln). Der westliche Turm besaß bei einer Seitenlänge von 4,20 Metern eine Mauerstärke von 0,70 bis 0,72 Metern, der östliche wies bei einer Mauerdicke von 0,75 Metern eine Seitenlänge von 4,50 Metern auf. Unter dem westlichen Turm fanden sich Spuren eines älteren Holzturmes, der von einem Ringgraben umgeben war. Ebenfalls im Gelände wahrnehmbar ist die Unterbrechung des von den Türmen 14 bis 33 Meter entfernten Limes, wobei nur Wall und Wallgraben unterbrochen waren, nicht jedoch der Verlauf der Palisade.                                   |
| Wp 1/19          | „Am Fuße der Wurzel“          | Kaum wahrnehmbarer Schutthügel eines zur Zeit der Ausgrabungen schon stark gestörten ehemaligen Steinturms etwa 30 Meter abseits des Limes. Ein annähernd quadratischer Ringgraben mit einer Seitenlänge von zehn Metern weist auf die Existenz eines älteren Holzturmes hin. |
| Wp 1/20          | „Am Tampurhäuschen“           | Gut sichtbarer Schutthügel eines Steinturms rund 22 Meter hinter dem Wallgraben. Die Seitenlänge des quadratischen Turms betrug 4,10 Meter, seine Mauerstärke 0,80 Meter. Spuren eines hölzernen Vorgängerturms wurden unter der Südostecke des Steinturms nachgewiesen. |
| Wp 1/21          | „Am Gebranntehof“             | Nicht mehr wahrnehmbare Geländeverformungen durch einen ehemaligen Holzturm. Die Stelle des Steinturms, der sich auch hier befunden hatte, wurde beim Bau des Wasserreservoirs eines nahe gelegenen Gehöfts zerstört. Der Holzturm befand sich etwa 17 Meter, der Steinturm etwa 30 Meter vom Palisadengraben entfernt. |
| Wp 1/22          | „Auf der Schurbusch“          | Genau 20 Meter hinter dem Wallgraben befindet sich der gut wahrnehmbare Schutthügel des quadratischen Steinturms mit einer Seitenlänge von vier Metern und einer Mauerstärke von 0,76 Metern. Etwa 26 m östlich des Steinturmes und unmittelbar am Limes, von dessen Wall sie teilweise überlagert ist, befindet sich die Turmstelle eines älteren Holzturms, der von einem kreisrunden Ringgraben umgeben war. Bei der Ausgrabung des Holzturms trat die außergewöhnlich große Menge von annähernd einem Zentner Keramikscherben zu Tage. |
| Wp 1/23          | „In Eckerts Fichten“          | Wahrnehmbare Bodenverformung eines ehemaligen Steinturms von annähernd vier mal vier Metern Seitenlänge und einer Mauerstärke von 0,80 Metern. Der Turm stand inmitten einer etwa elf Meter breiten Unterbrechung des Walls und des Wallgrabens. Der Palisadengraben war nicht unterbrochen, sondern wies durch zahlreiche Keilsteine sogar eher Merkmale einer bewussten Konstruktionsverstärkung auf. Ausweislich der Grabungsbefunde wurde der Turm durch ein Feuer zerstört. |
| Wp 1/24          |                               | Aufgrund der durchschnittlichen Wachturmabstände vermutete, aber nicht archäologisch nachgewiesene Turmstelle. |
| Wp 1/25          | „Im Gewann Kalbeizer“         | Turmstelle eines Steinturms, der direkt über dem älteren Holzturm errichtet worden war. Das Areal war bereits zur Zeit der Ausgrabung stark beeinträchtigt und wurde 1961 durch Bimsabbau völlig zerstört. Ein bronzezeitliches Grab befindet sich in der Nähe des Wachturms, auch wurden einige prähistorische Einzelfunde sowohl in der Steinturmruine als auch in der Verfüllung des Palisadengrabens gemacht. |
| Wp 1/26          | „Im Gewann Auf dem Busch“     | Durch die RLK nachgewiesener Steinturm mit sechseckigem Grundriss und einem Durchmesser von etwa 5,50 Metern. Auch ein hölzerner Vorgängerbau konnte durch zwei Pfostenlöcher und einen rund neun Meter durchmessenden Ringgraben nachgewiesen werden. Zur Zeit der Ausgrabungen war der Befund bereits stark gestört. Heute ist von der Turmstelle, die sich etwa 21 Meter vom Wallgraben entfernt befand, nichts mehr zu sehen. |
| Wp 1/27 bis 1/28 |                               | Vermutete, aber nicht nachgewiesene Turmstellen. |
| Wp 1/29          |                               | Schon zur Zeit der RLK nur noch durch die Häufung von Baumaterial- und Keramikfunden lokalisierte Turmstelle. Heute ist der Platz überbaut. |
| Wp 1/30 bis 1/32 |                               | Vermutete, aber nicht nachgewiesene Turmstellen. |
| ORL 1a           | Kastell Niederbieber          | siehe Hauptartikel Kastell Niederbieber |

## Denkmalschutz
Das Kleinkastell Am Forsthofweg und die erwähnten Bodendenkmale sind als Abschnitt des Obergermanisch-Rätischen Limes seit 2005 Teil des UNESCO-Welterbes. Außerdem sind die Anlagen Kulturdenkmale nach dem Denkmalschutzgesetz des Landes Rheinland-Pfalz (DSchG). Nachforschungen und gezieltes Sammeln von Funden sind genehmigungspflichtig. Zufallsfunde sind an die Denkmalbehörden zu melden.